# Materada Maj
Materada Maj (en italien : Matterada) est une localité de Croatie située en Istrie, dans la municipalité de Poreč, dans le comitat d'Istrie.